# Son (film 2021)
Son è un film del 2021 diretto da Ivan Kavanagh ed interpretato da Emile Hirsch, Andi Matichak e Luke David Blumm.

## Trama
Fuggita da una setta quando era ancora bambina, una donna deve affrontare il suo passato quando i sinistri membri della setta irrompono nella sua casa e tentano di rapire suo figlio David di otto anni. I due si danno alla fuga inseguiti da un detective determinato a salvarli entrambi.

## Produzione
Le riprese sono avvenute nel febbraio 2020.. Il film è una coproduzione fra Irlanda, Regno Unito e Stati Uniti d'America.

## Distribuzione
RLJE Films ha acquisito i diritti di distribuzione del film, che è stato distribuito nei cinema il 5 marzo 2021.
In Italia il film è uscito direttamente su Sky Primafila il 30 novembre 2021.

## Accoglienza

### Botteghini
Il film ha incassati ai botteghini 69.739 dollari.

### Critica
Su Rotten Tomatoes, il film ha un indice di gradimento del 75% basato su recensioni di 20 critici, con una valutazione media di 5,80/10 con il suo consenso che afferma: "Una storia dell'orrore con una risonanza emotiva inaspettata, Son usa la sua attenzione familiare per contrastare una certa nauseante familiarità".

## Riconoscimenti
- 2021 - Brussels International Festival of Fantasy Film
  - Silver Raven
- 2021 - Dublin International Film Festival
  - Miglior film